# Virgílio do Carmo da Silva
Virgílio do Carmo da Silva SDB (nascut el 27 de novembre de 1967) és un prelat catòlic romà de Timor Oriental que va ser nomenat bisbe de Dili el 30 de gener de 2016. Es va convertir en arquebisbe quan es va elevar la diòcesi el 2019.
Abans del seu nomenament a l'episcopat, va ocupar diversos càrrecs amb la Societat de Sant Francesc de Sales (els salesians de Don Bosco).
El 27 d'agost de 2022, el papa Francesc el va nomenar cardenal, el primer originari de Timor Oriental .

## Primers anys i educació
Do Carmo da Silva va néixer a Venilale, a l'aleshores districte de Baucau, Timor portuguès (l'actual Timor Oriental), i és fill de José do Carmo i Isabel da Silva. Té un germà petit, Gui do Carmo da Silva; tots dos són sacerdots salesians.
Do Carmo da Silva va assistir a escoles primàries i secundàries salesianes a Fatumaca, districte de Baucau. L'agost de 2022, poc abans de ser creat i proclamat cardenal, va dir a Vatican News:
| « | ... quan vaig acabar la primària, tenia moltes ganes d'anar al batxillerat i l'únic que tenia per mi era dirigit pels salesians, per als que aspiraven a ser futurs salesians. Quan em vaig acostar als salesians, van ser tan amables, acceptant-me per quedar-s'hi i estudiar. A poc a poc vaig anar descobrint la meva vocació salesiana, a més de sacerdotal. | » |

El 1983 va fer la seva aspiració, preseminari, a Fatumaca, i el 1989-1990 va ingressar al noviciat, també a Fatumaca. El 31 de maig de 1990, va fer els seus primers vots (primera professió), amb els salesians. Després va estudiar a les Filipines, fent cursos de filosofia a Canlubang i de teologia a Parañaque.
El 19 de març de 1997, va fer els seus vots definitius (professió permanent o "perpètua").

## Ministeri

### Servei salesià
Do Carmo da Silva va ser ordenat sacerdot a Parañaque el 18 de desembre de 1998.
Del 1999 al 2004 va ser formador de novicis per als salesians. Després va exercir els anys 2004 i 2005 com a economista de la casa de formació de Venilale i com a vicari parroquial.
Entre 2005 i 2007, va estudiar a Roma la llicenciatura en espiritualitat a la Pontifícia Universitat Salesiana.
Després del seu retorn a Timor Oriental, va exercir del 2007 al 2014 com a mestre de novicis dels salesians. Entre el 2009 i el 2014 també va ser director de la Casa Salesiana i de l'Escola Tècnica Don Bosco de Fatumaca.
L'any 2015 va ser seleccionat com a superior provincial dels salesians a Timor Oriental i Indonèsia.

### Episcopat
El 30 de gener de 2016, el papa Francesc el va nomenar bisbe de Díli. Va substituir el bisbe Alberto Ricardo da Silva, que havia mort de càncer de cervell l'abril anterior.
Va rebre la seva consagració episcopal el 19 de març de 2016 de mans de l'arquebisbe Joseph Marino, nunci apostòlic a Timor Oriental, assistit pels bisbes Basílio do Nascimento de Baucau i Norberto do Amaral de Maliana. Funcionaris del govern, inclòs el president Taur Matan Ruak, van enviar felicitacions, marcant el final d'anys de relacions polèmiques entre el govern i els líders religiosos.
L'abril de 2018, do Carmo da Silva va parlar en suport del llançament per part de l'Església Catòlica i el govern de Timor Oriental d'una campanya per promoure els pelegrinatges espirituals entrants. Segons la seva opinió, era hora que l'església i el govern s'uneixin i desenvolupin formes de turisme religiós. "Els llocs sagrats no només estan apropant la gent a Déu. També tenen valors econòmics i culturals", ha dit. També va demanar als rectors de la seva diòcesi que col·laborin amb els qui feien el manteniment dels llocs religiosos del país, no només per mantenir-los nets, sinó també per donar tranquil·litat als pelegrins visitants.
El mes següent, la policia de Díli es va posar en alerta màxima després de conèixer els possibles atacs d'extremistes islàmics a les esglésies, així com a Carmo da Silva, després de les recents eleccions al país.
L'11 de setembre de 2019, el papa Francesc va crear la província eclesiàstica de Díli, fent de Díli una arxidiòcesi metropolitana, i va nomenar do Carmo da Silva com a primer arquebisbe de l'arxidiòcesi i de Timor-Leste.
Amb els seus antecedents com a educador, do Carmo da Silva ha treballat estretament amb el govern de Timor Oriental en un esforç per millorar les oportunitats educatives del país i la seva qualitat educativa. Com que Timor Oriental té una població molt jove (amb una mitjana d'edat el 2020 de només 20,8 anys), també ha destacat la tasca d'educar i formar els joves en la fe catòlica.
El 8 de desembre de 2021, do Carmo da Silva es va combinar amb el primer ministre Taur Matan Ruak per inaugurar la primera universitat catòlica de Timor Oriental, dedicada a Joan Pau II, l'establiment de la qual va complir un objectiu a llarg termini de l'arxidiòcesi.
Do Carmo da Silva també ha comentat de vegades qüestions polítiques més generals. Per exemple, abans de les eleccions presidencials d'abril de 2022 a Timor Oriental , va demanar al guanyador final que "complís les seves promeses electorals perquè la gent no perdi la confiança" i que "estigués a prop de la gent no només durant el campanya, però també durant el mandat, perquè conegui les dificultats que pateix la ciutadania”. També va instar els timorencs orientals a "defendre la Constitució" i treballar junts per convertir la seva nació "en una societat pacífica, pròspera i democràtica".
El 29 de maig de 2022, el papa Francesc va anunciar que nomenaria a do Carmo da Silva com a cardenal, el primer de Timor Oriental. Do Carmo da Silva es va sorprendre en saber que estava entre els 21 nous cardenals que el papa Francesc havia decidit elevar. "Estic convençut que el papa Francesc no em va oferir això a mi, Virgili, sinó a l'Església i al poble de Timor-Leste", va dir en una roda de premsa l'endemà. Va continuar:
| « | El poble i l'Església de Timor Oriental mereixen aquesta gràcia i reconeixement de Déu, en un país on l'Evangeli va arribar fa 500 anys i que el 20 de maig va celebrar el 20è aniversari de la seva independència. | » |

Durant el consistori papal del 27 d'agost de 2022, el papa Francesc el va crear i el va proclamar cardenal prevere, assignant-li el títol de Sant'Alberto Magno. A l'edat de 54 anys, es va convertir en el segon cardenal més jove, després del bisbe Giorgio Marengo, de 48 anys, prefecte apostòlic d'Ulaanbaatar a Mongòlia. Quatre dies més tard, el 31 d'agost de 2022, ell, juntament amb timorencs orientals de diversos països i un grup d'indonesis, va participar en una celebració eucarística d'acció de gràcies en llengua tetum a la capella de la Universitat Pontifícia Urbana, amb l'ambaixador de Timor Oriental a Itàlia i altres funcionaris civils també estaven presents.
Aquella setmana, també va dir a un entrevistador que el fet de tenir una majoria catòlica de Timor Oriental havia facilitat la reconciliació amb Indonèsia després de la restauració de la independència de Timor Oriental el 2002. Va elogiar l'adopció per part de Timor Oriental a principis del 2022 del Document sobre la fraternitat humana signat pel papa Francesc i Ahmed el-Tayeb el 2019. També va assenyalar que els esforços del país per promoure el turisme religiós inclouen representants d'altres religions, que ja hi havia una gran mesquita a Dili i un gran temple hindú estava en construcció.
A principis de setembre de 2022, el nou cardenal va visitar la seu de la Província portuguesa dels salesians, a Lisboa, on va ser rebut pel superior provincial i pel director en funcions dels salesians a Lisboa.